# Debut Tour
Debut Tour – pierwsza trasa koncertowa Björk, w jej trakcie odbyło się trzydzieści dziewięć koncertów.

## Setlista
1. "Human Behaviour"
2. "Atlantic"
3. "One Day"
4. "Venus as a Boy"
5. "Come to Me"
6. "The Anchor Song"
7. "Like Someone in Love"
8. "Play Dead"
9. "Crying"
10. "Violently Happy"
11. "There's More to Life than This"
12. "Big Time to Sensuality"
13. "Army of Me"
14. "Síðasta Ég"
15. "Stígðu Mig"
16. "The Modern Things"

## Lista koncertów
1. 19 sierpnia 1993 - Londyn, Anglia - The Forum
2. 21 sierpnia 1993 - Londyn, Anglia - Stadion Wembley (jako support U2)
3. 9 września 1993 - Aarhus, Dania - Kosmopolitan
4. 11 września 1993 - Lommel, Belgia - Kattenbos (festiwal Recontres Tras Musicales)
5. 13 września 1993 - Wolverhampton, Anglia - Civic Hall
6. 14 września 1993 - Manchester, Anglia - Manchester Academy
7. 9 listopada 1993 - Nowy Jork, Nowy Jork, USA - Webster Hall
8. 11 listopada 1993 - Boston, Massachusetts, USA - The Avalon
9. 17 listopada 1993 - San Francisco, Kalifornia, USA - The Warfield
10. 19 listopada 1993 - Los Angeles, Kalifornia, USA - Wiltern Theatre
11. 22 listopada 1993 - Tilburg, Holandia - Noorderlight
12. 28 listopada 1993 - Amsterdam, Holandia - Paradiso
13. 1 grudnia 1993 - Rennes, Francja - La Cité (festiwal Big Day Out)
14. 3 grudnia 1993 - Bruksela, Belgia - La Luna
15. 6 grudnia 1993 - Hamburg, Niemcy - Groβe Freiheit
16. 8 grudnia 1993 - Sztokholm, Szwecja - Club Gino
17. 10 grudnia 1993 - Oslo, Norwegia - Sentrum Scene
18. 19 grudnia 1993 - Manchester, Anglia - Manchester Academy
19. 21 stycznia 1994 - Gold Coast, Australia - Goald Coast Parkland
20. 23 stycznia 1994 - Melbourne, Australia - Royal Melbourne Showgrounds
21. 26 stycznia 1994 - Sydney, Australia - Sydney Showground
22. 29 stycznia 1994 - Adelaide, Australia - Royal Adelaide Showgrounds
23. 2 lutego 1994 - Fremantle, Australia - Fremantle Oval
24. 8 lutego 1994 - Tokio, Japonia - Shibuya O-East
25. 17 lutego 1994 - Paryż, Francja - Élysée Montmartre
26. 18 lutego 1994 - Paryż, Francja - Élysée Montmartre
27. 26 lutego 1994 - Londyn, Anglia - Brixton Academy
28. 15 maja 1994 - Londyn, Anglia - The Royalty Theatre
29. 23 maja 1994 - Landgraaf, Holandia - Megaland (festiwal Pinkpop)
30. 25 maja 1994 - Los Angeles, Kalifornia, USA - Glam Slam
31. 9 czerwca 1994 - Mediolan, Włochy - Plac Miejski
32. 19 czerwca 1994 - Reykjavík, Islandia - Laugardshöll (festiwal Arts Festival)
33. 25 czerwca 1994 - Pilton, Anglia - Worthy Farm (festiwal Glastonbury Festival)
34. 28 czerwca 1994 - Roskilde, Dania - Festivalpladsen (festiwal Roskilde Festival)
35. 2 lipca 1994 - Belfort, Francja - Presqu'île de Malsaucy
36. 22 lipca 1994 - Blackpool, Anglia - Empress Ballroom
37. 27 lipca 1994 - Blackpool, Anglia - Empress Ballroom
38. 30 lipca 1994 - Lanarkshire, Szkocja - Strathclyde Country Park (festiwal Eurockéennes)
39. 31 lipca 1994 - Thurles, Irlandia - Semple Stadium (festiwal Féile Festival)